# ランチア・デルタS4
デルタS4（LANCIA Delta S4 ）は、イタリアの自動車メーカーであるランチアが世界ラリー選手権（WRC）に参戦する目的で製作したスポーツカーである。「S4」の「S」はイタリア語のSovralimentata（スーパーチャージド）、「4」は四輪駆動（4WD）を意味する。

## ストラダーレ
「連続する12ヶ月間で200台製造された車両。ただし競技用の車両20台を含めても良い」というグループBのホモロゲーション（公認）を満たすために製作されたロードカー。「デルタ」の名を持つが、シャーシはデルタとは異なる専用設計である。型式名はZLA038ARO。ランチアの800番台やフィアットの100番台ではなく、アバルトの開発コードであるSE038に由来している。
エンジンはフィアット製1,759 ccの直列4気筒DOHC。これをリアミッドシップに縦置きする。過給器はターボチャージャーに加え、低回転域ではスーパーチャージャーを併用するツインチャージャーを採用している。
駆動方式は、1985年当時では最新と言える、センターデフにビスカスカップリング式LSDを採用したフルタイム四輪駆動（4WD）である。

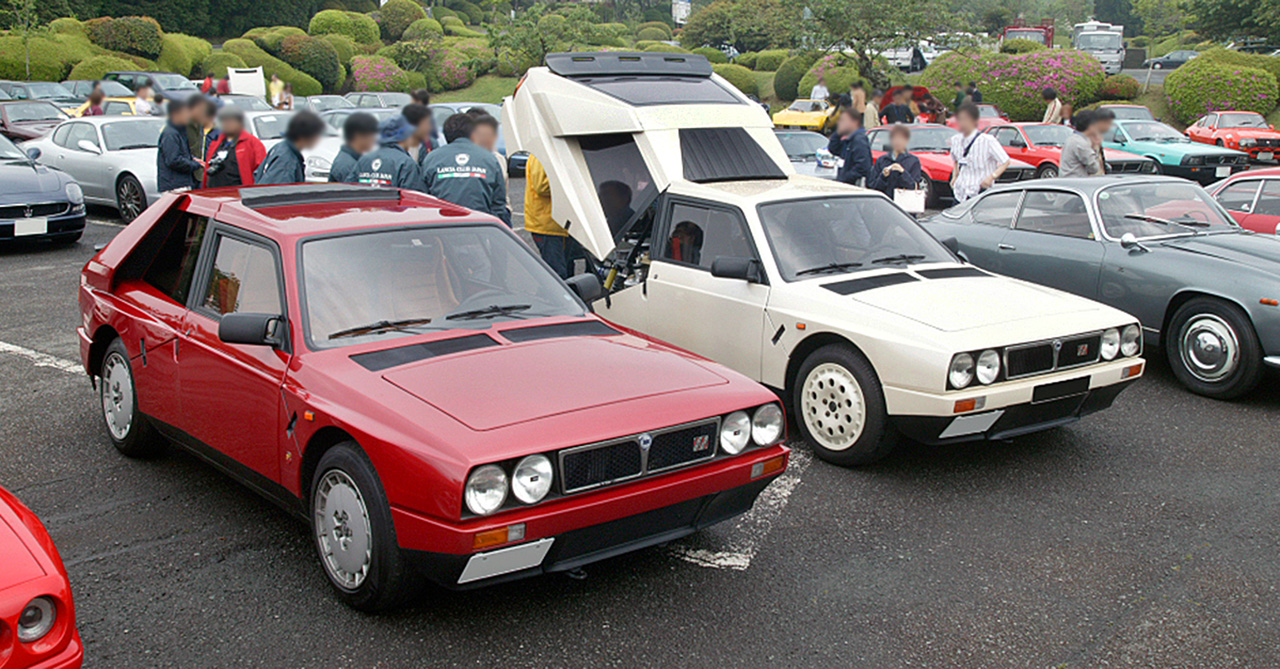
S4 ストラダーレ
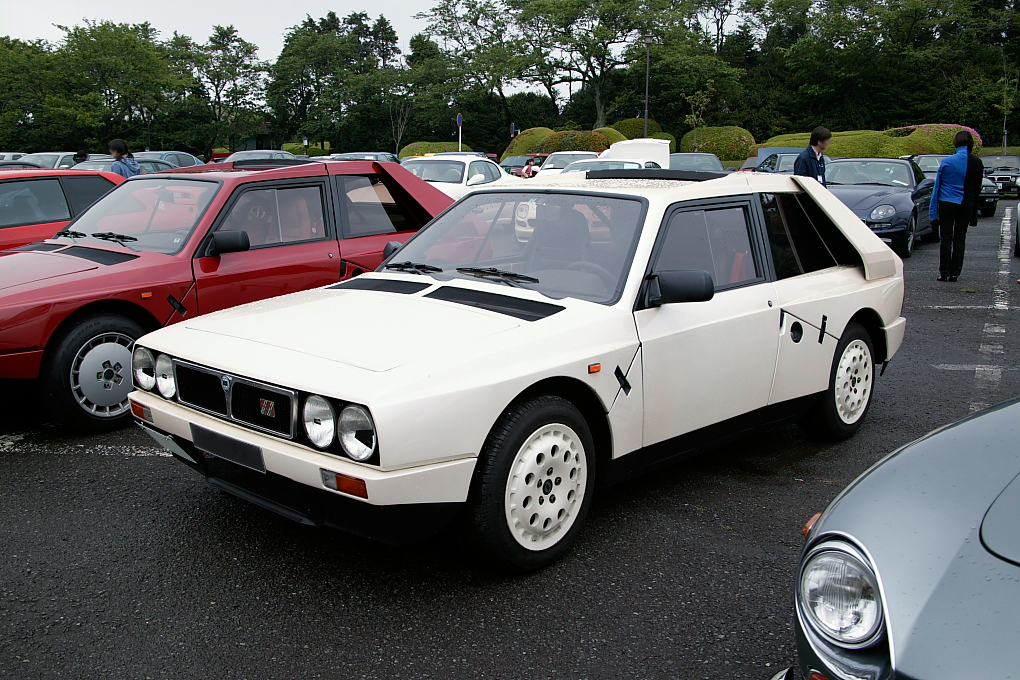
S4 ストラダーレ
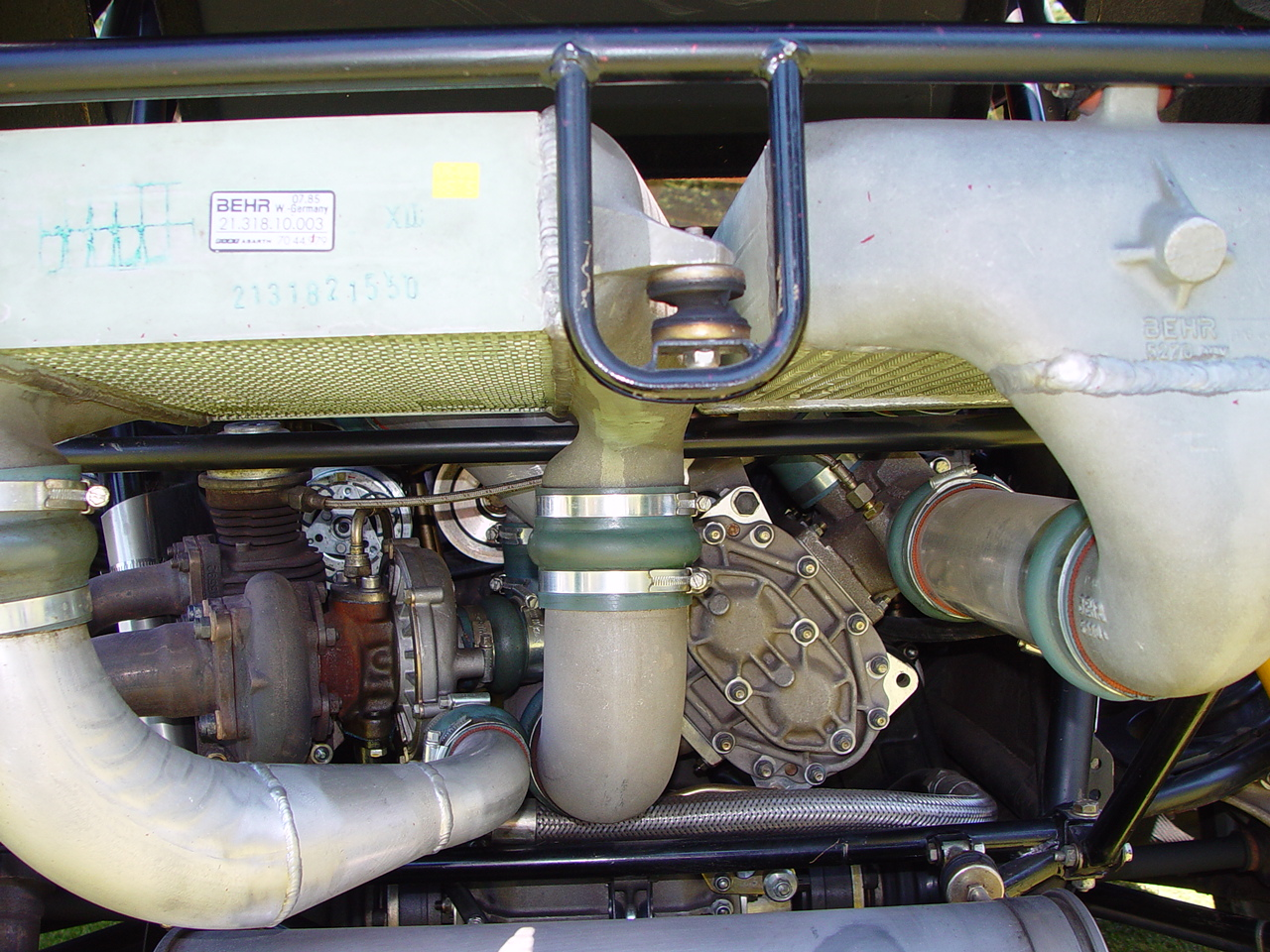
ツインチャージャーのリアビュー。左側にターボ、右側にスーパーチャージャー、上部に2基のインタークーラー。

## コンペティツィオーネ
WRCにグループB規定が導入されると、ランチアはミッドシップ後輪駆動のラリー037で成功を収めるが、ライバルメーカーの四輪駆動の熟成が進むと共に苦戦を強いられた。1985年シーズン末にランチアが投入したニューマシンS4はミッドシップ・4WDであることに加え、エンジンに二種類の過給機（アバルト製スーパーチャージャーとKKK製ターボチャージャー）を付けていた。ターボラグが発生する低回転域はスーパーチャージャーがカバーし、4,000回転以上の高回転域をターボが受け持つ。リアには2基の大型インタークーラーが設置され、ボディサイドにはインタークーラー用のエアインテークが張り出している。
エンジンの排気量1,759ccは、過給機係数×1.4で2,500cc以下に収まるサイズ。車両区分の2,500cc以下クラスでは最低重量が890kgとなり、3,000cc以下クラスの960kgよりも軽量化のメリットを得られる。最高出力456ps/8,000rpm、最大トルク46kgf·m/5,000rpmを発生し、1986年最終戦アクロポリス・ラリーでは600psを超えていた。パワーウエイトレシオは2kg/psを切り、そのパワーで890kgの軽量な車体を加速させた。ただしこの過剰なパワーがピーキーな挙動を生み、乗り手を選ぶ車ともなった。また、アルミニウム製の燃料タンクが運転席の真下に位置していたため、後述のトイヴォネンの悲惨な死亡事故につながってしまった。
5速ギアボックスは縦置き直列4気筒エンジンの前方にミッドマウントされ、センターデフを介して前後30：70の割合で4輪に駆動力を配分する。初期のエボリューションモデルには、デフロックのためのレバーがある。

### 主な戦歴・エピソード
WRCの1985年の最終戦RACラリーで実戦投入され、ヘンリ・トイヴォネンとマルク・アレンの1-2フィニッシュでデビューウィンを飾る。
1986年は1月の開幕戦ラリー・モンテカルロでトイヴォネンが優勝。第2戦ラリー・スウェーデンではアレンが2位。第3戦ラリー・ポルトガルはヨアキム・サントスのフォード・RS200がコースアウトしたことで観客の死傷事故が発生し、全ワークスドライバーが自主リタイア。第4戦サファリラリーは旧型の037で参戦。
しかし第5戦ツール・ド・コルスにおいて、トップを快走していたトイヴォネンがSS18でコースアウト。マシンは崖下に転落して炎上し、トイヴォネンとコ・ドライバーのセルジオ・クレストが死亡した。重大事故が続発したグループBは危険すぎると判断され、1986年シーズンをもって終了することが決定された。
第8戦ラリー・アルゼンチンでミキ・ビアシオンがWRC初勝利を獲得。第11戦ラリー・サンレモはライバルのプジョー・205T16E2がサイドスカートの規定違反で全車失格し、アレン、ダリオ・チェラート（セミワークス）、ビアシオンが1-2-3フィニッシュを達成した。プジョーはこの判定を不服としてFISAに控訴する。最終戦オリンパス・ラリーでもアレンが優勝し、プジョーのユハ・カンクネンを抑えてドライバーズ&マニュファクチャラーズ両部門の制覇を決めたが、シーズン後にFISAはサンレモでのリザルトを無効と裁定し、選手権ポイントから除外した結果、アレンとランチアの栄光は幻と消えた。
1985年も含め、デルタS4の通算成績は13戦中6勝。ランチアのワークスで参戦したラリーカーでは唯一タイトルの無い車両となった。
WRCのグループB終了後はパイクスピーク・インターナショナル・ヒルクライム等にプジョーやアウディ勢と参戦した。
ビアシオンによるデルタS4の評として、「工学的には間違ったコンセプトの車。競技性能のみを追求し、安全性については全く配慮していなかった」という否定的な見解を示した一方、「強烈に魅惑的な車で、自分に最も感動を与えてくれたラリーカーは間違いなくS4だった。狂った馬を抑え付け、支配できるような感覚は他の何者にも代えがたかった」との感想を残している。

## 試作車

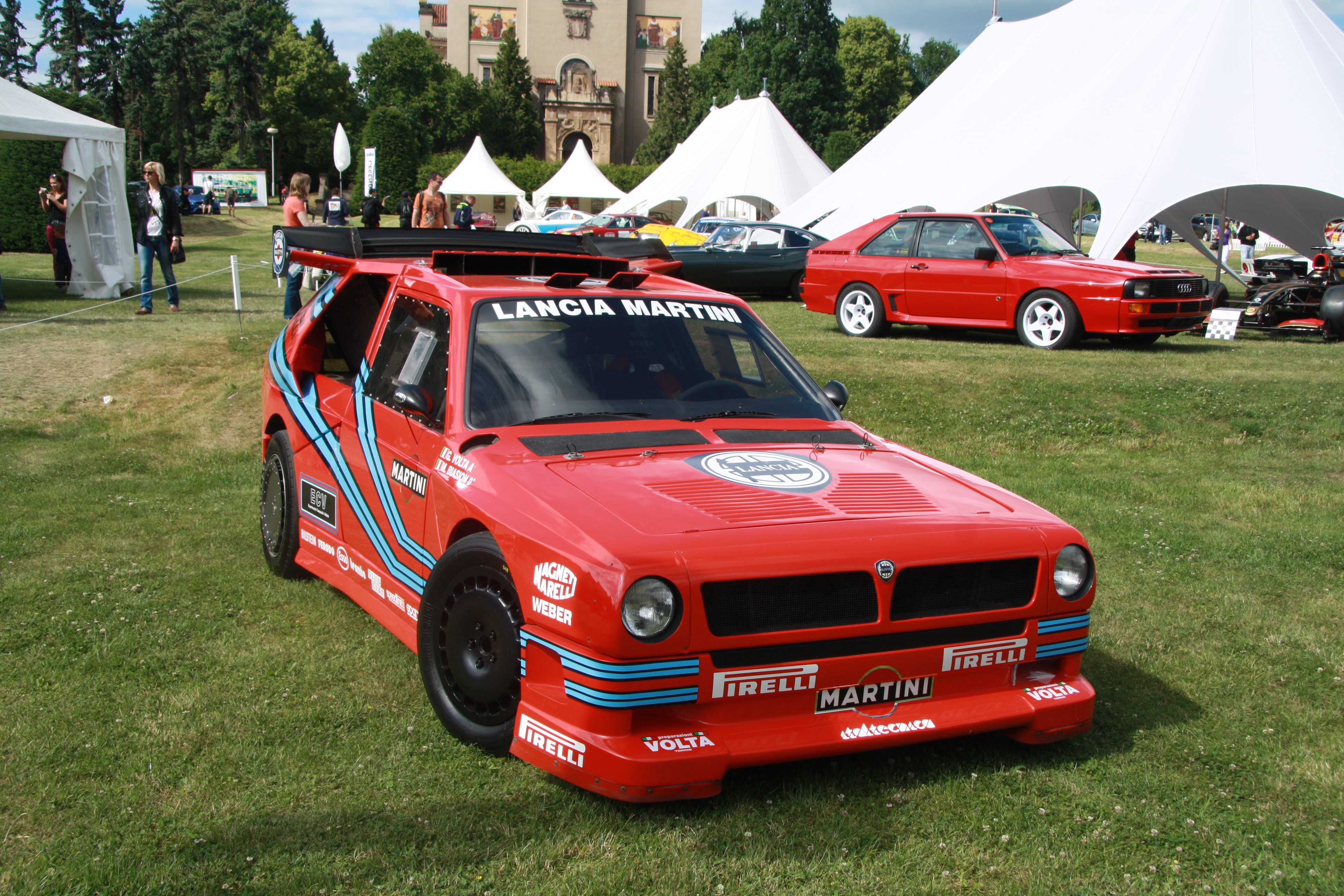
ランチア・ECV

グループB終了のため撤回された上位カテゴリ、グループS用のマシンとして企画されたものに、S4の発展型である「ランチア・ECV (Lancia_ECV) 」および「ECV2」（アバルト開発コードSE041）と「グルッポS」（アバルト開発コードSE042）がある。
ECV
ECVはExperimental Composite Vehicle（実験的複合車両）の意味。エンジンは過給機を小径ツインターボ2基に変更し、1気筒あたり4バルブの吸気バルブと排気バルブを互い違いに配置する「トリフラックス (Triflux) 」という特殊なエンジンヘッドの設計にしている。シャーシはマルチチューブラーフレームをカーボンとケブラーの複合材で補強。さらに無段変速機 (CVT) を搭載するような構想もあった。
実車は1986年のボローニャモーターショーで公開されたあと、後述のECV2に改装された。かつてセミワークスチームであったヴォルタ・レーシングがアバルトから引き取っていたパーツ類を組んでレプリカを製作し、2010年10月にサンマリノで行われた「ラリー・レジェンド」で初走行している。
ECV2
ECV2は1988年にハイテク素材と空力改善のテストベッドとして発表された。フロント・リアの冷却系を改良し、インタークーラーを水冷式に変更。ボディ形状がハッチバックからクーペに様変わりした。現在はトリノのランチアコレクションに保存されている。

## 脚註
1. ↑  『RALLY CARS Vol.16 LANCIA DELTA S4』、三栄書房、2017年、16頁。
2. 1 2  “LANCIA DELTA S4”.   四国自動車博物館. 2017年8月10日閲覧。
3. ↑  “第8回：WRC――グループBの挑発　ひたすら速さを求め続けた狂乱の時代”. webCG
4. ↑  原田了 (2016年3月27日). “グループSはグループBのアクシデント多発でお蔵入りに”.   WEB CARTOP. 2017年8月14日閲覧。